# Iesa
Iesa ist ein Ortsteil (Fraktion, italienisch frazione) von Monticiano in der Provinz Siena, Region Toskana in Italien.

## Geografie
Der Ort liegt ca. 7 km südöstlich des Hauptortes Monticiano, ca. 25 km südwestlich der Provinzhauptstadt Siena und ca. 70 km südlich der Regionshauptstadt Florenz an der Provinzgrenze zur Provinz Grosseto. Der Ort liegt in der Hügelkette Colline Metallifere bei 432 m und hat ca. 220 Einwohner. Die Einwohnerzahl setzt sich aus den vier Weilern Lama (ca. 150 Einwohner), Cerbaia (ca. 40 Einwohner), Palazzo (mit Le Case, ca. 20 Einwohner) und Solaia (ca. 20 Einwohner) zusammen. Weitere Weiler (oder Borghi), die zu Iesa gehören, sind Quarciglioni und Contra. Die ehemaligen Siedlungen von Gamberucci und Renna sind heute nicht mehr vorhanden. Der Ort liegt im Tal des Merse (Val di Merse), kurz südlich fließt der Farma, der nach Bagni di Petriolo (5 km südwestlich von Iesa) in den Merse fließt.

## Geschichte
Erstmals erwähnt wurde der Ort 1271, als die Gegend dem Podestà von Siena unterstellt wurde und somit Teil der Grafschaft (contado) wurde. Der Podestà von Siena sendete dazu einen giusdicente minore als Interessenvertreter von Siena nach Iesa. Weitere Erwähnung findet der Ort am 1. April 1338 in den Dokumenten der Abtei von Sant’Agostino in Siena. Im 14. Jahrhundert kam der Ort in das Vicariato di Monticiano. 1749 wurde Iesa Teil der Gemeinde Sovicille und ist seit 1833 Ortsteil von Monticiano.

## Sehenswürdigkeiten

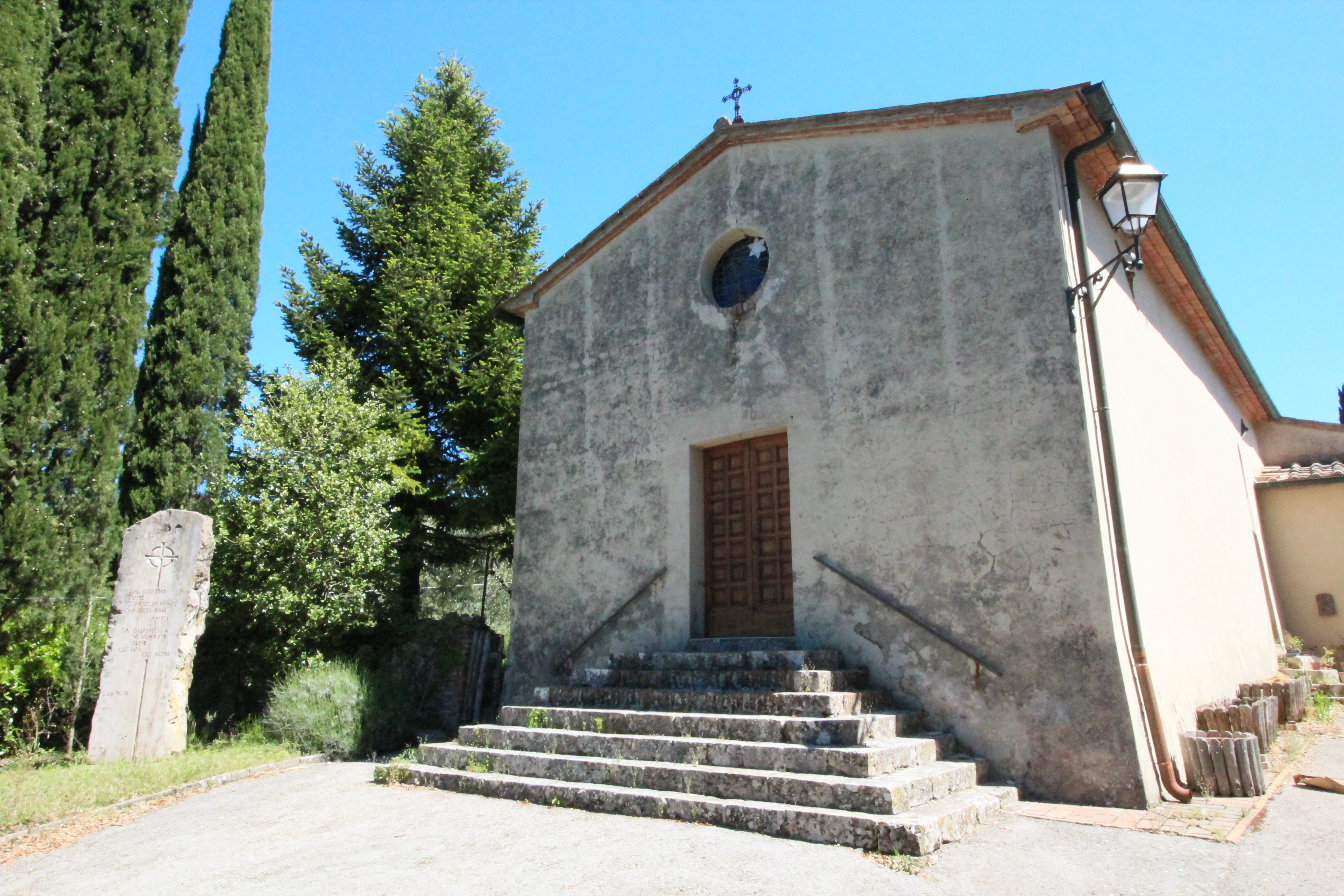
Chiesa di San Michele Arcangelo

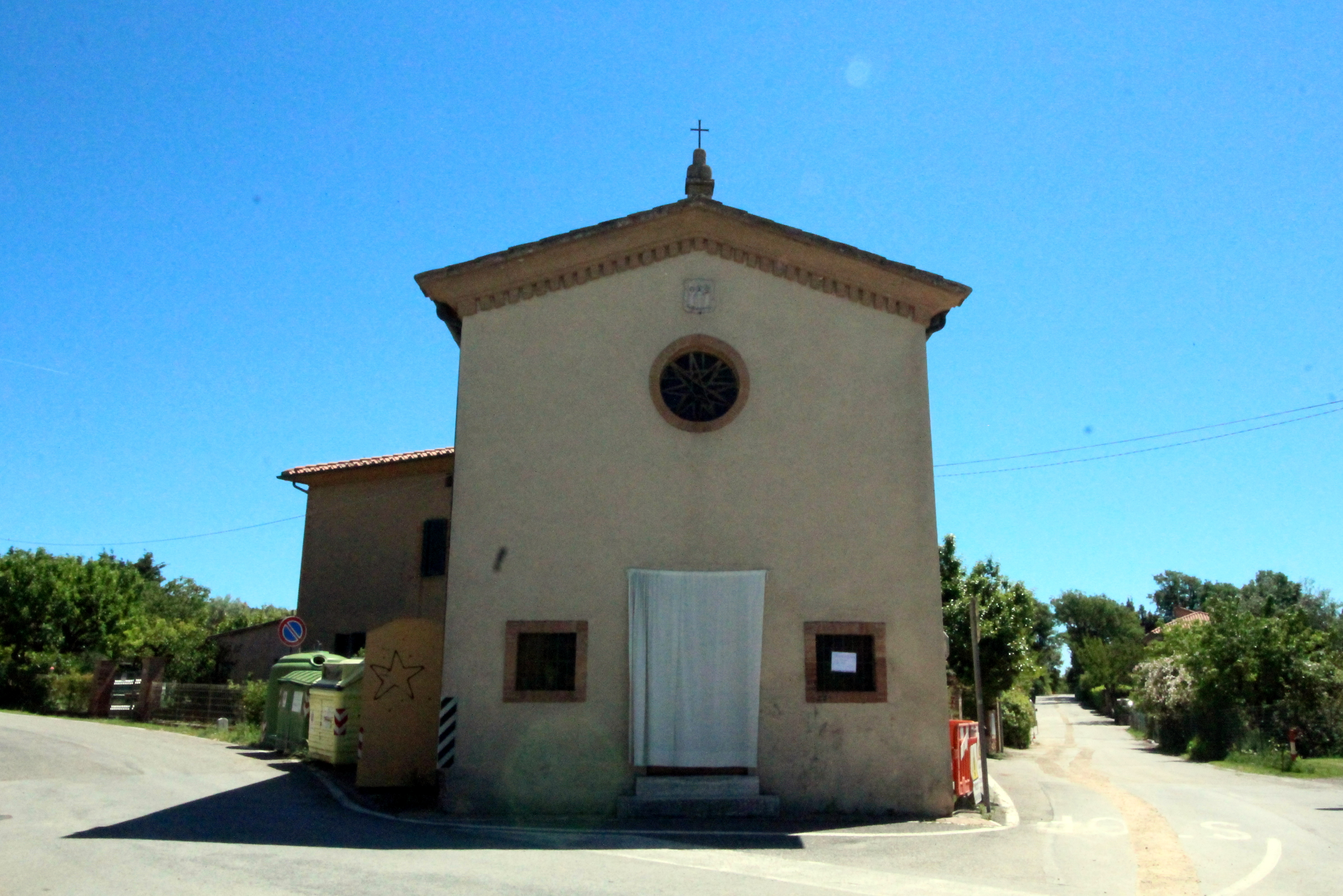
Chiesa di Lama

- Chiesa di San Michele Arcangelo, auch San Michele a Jesa[3] genannt, Kirche im Erzbistum Siena-Colle di Val d’Elsa-Montalcino.[4] Wurde erstmals 1276 erwähnt[5] und wurde im 15. Jahrhundert der Pieve vom Santa Maria Assunta in Tocchi unterstellt.[6] 1618 wurde sie der Abtei Abbazia di San Lorenzo al Lanzo (auch Badia Ardenghesca genannt, liegt heute im Gemeindegebiet von Civitella Paganico) unterstellt.[5] Die Kirche enthält zwei Statuen neueren Datums, Madonna Immacolata und San Giuseppe[6], sowie ein Taufbecken aus Travertin aus dem 18. Jahrhundert. Die Sakristei enthält das Leinwandgemälde Madonna del Rosario col Bambino (19. Jahrhundert).[5]
- Chiesa di Lama, Kirche nahe dem Hauptplatz in Lama[7], wird auch als Cappella della Madonna di Loreto a Lama oder Chiesa della Madonna di Loreto bezeichnet.[8] Entstand im 16. Jahrhundert und enthält Werke von Kurt Laurenz Metzler.[7]
- Monumento ai caduti, um 1918 entstandenes Kriegsdenkmal für die Gefallenen des Ortes im Ersten Weltkrieg. Der Gedenkstein enthält die Inschrift IESA / I SUOI GLORIOSI CADUTI / 1915–18 sowie die Namen der Gefallenen. Auf dem Stein befindet sich ein Adler aus Bronze.[9]
- Il Parco di Kurt Laurenz Metzler, Skulpturengarten
- Renna, ehemalige Siedlung mit der Kirche Sant’Andrea, die bereits 1276 erwähnt wurde. Heute sind noch Teile der Ruinen vorhanden.[10]

## Verkehr
Der Ort hat die Anschlussstelle Iesa an der Strada Statale 223 di Paganico.

## Bilder

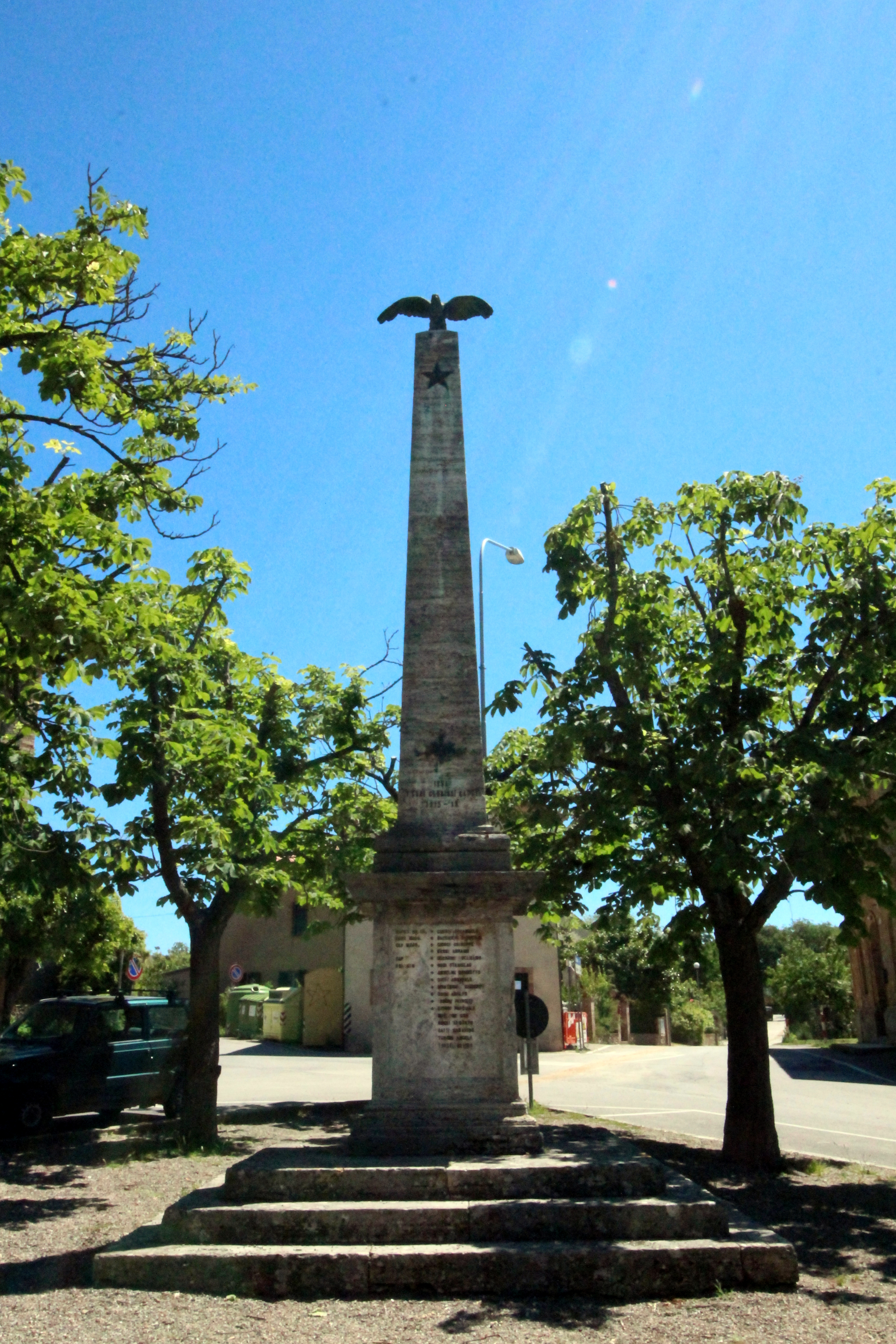
Kriegsdenkmal Monumento ai Caduti in Lama
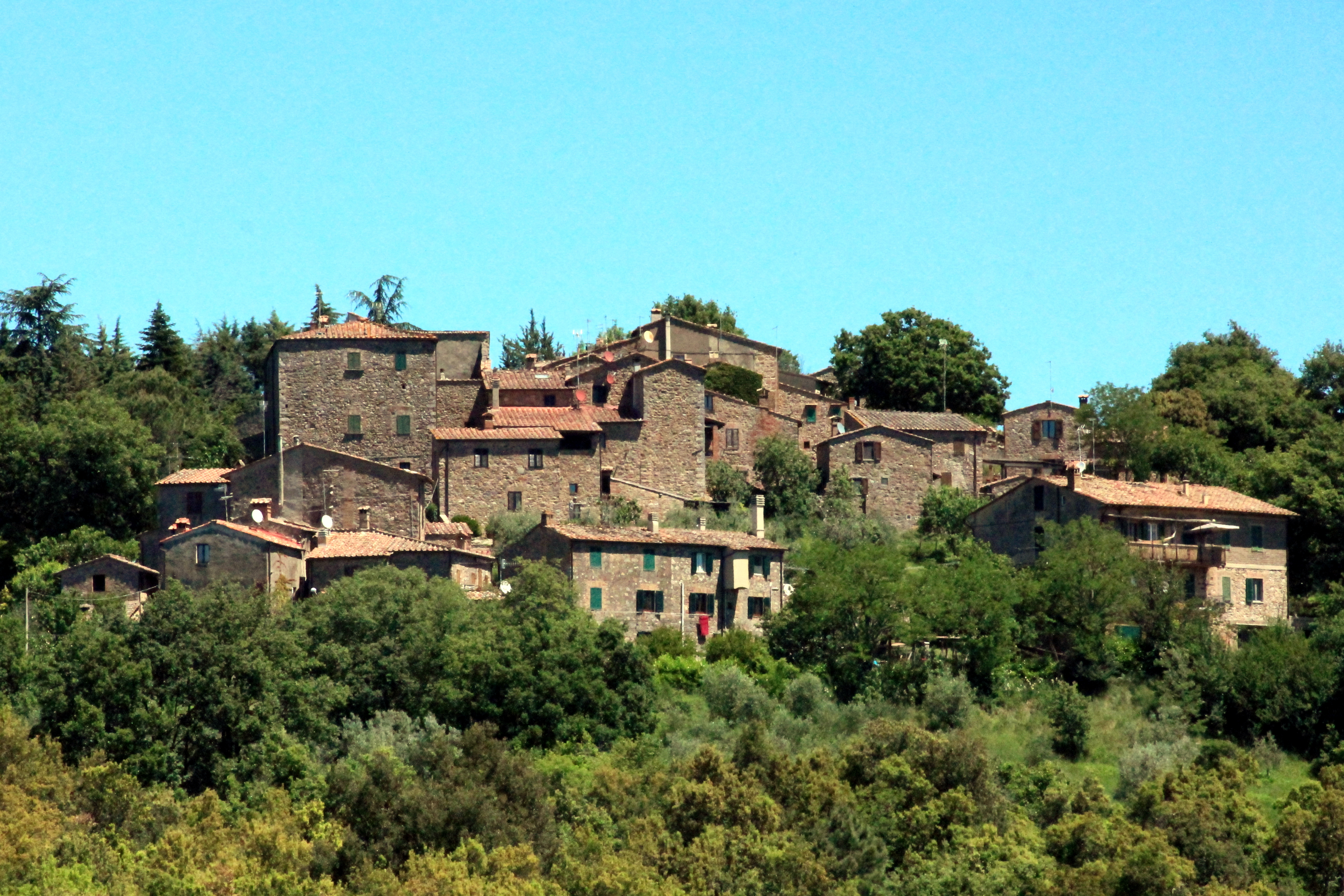
Panorama von Cerbaia
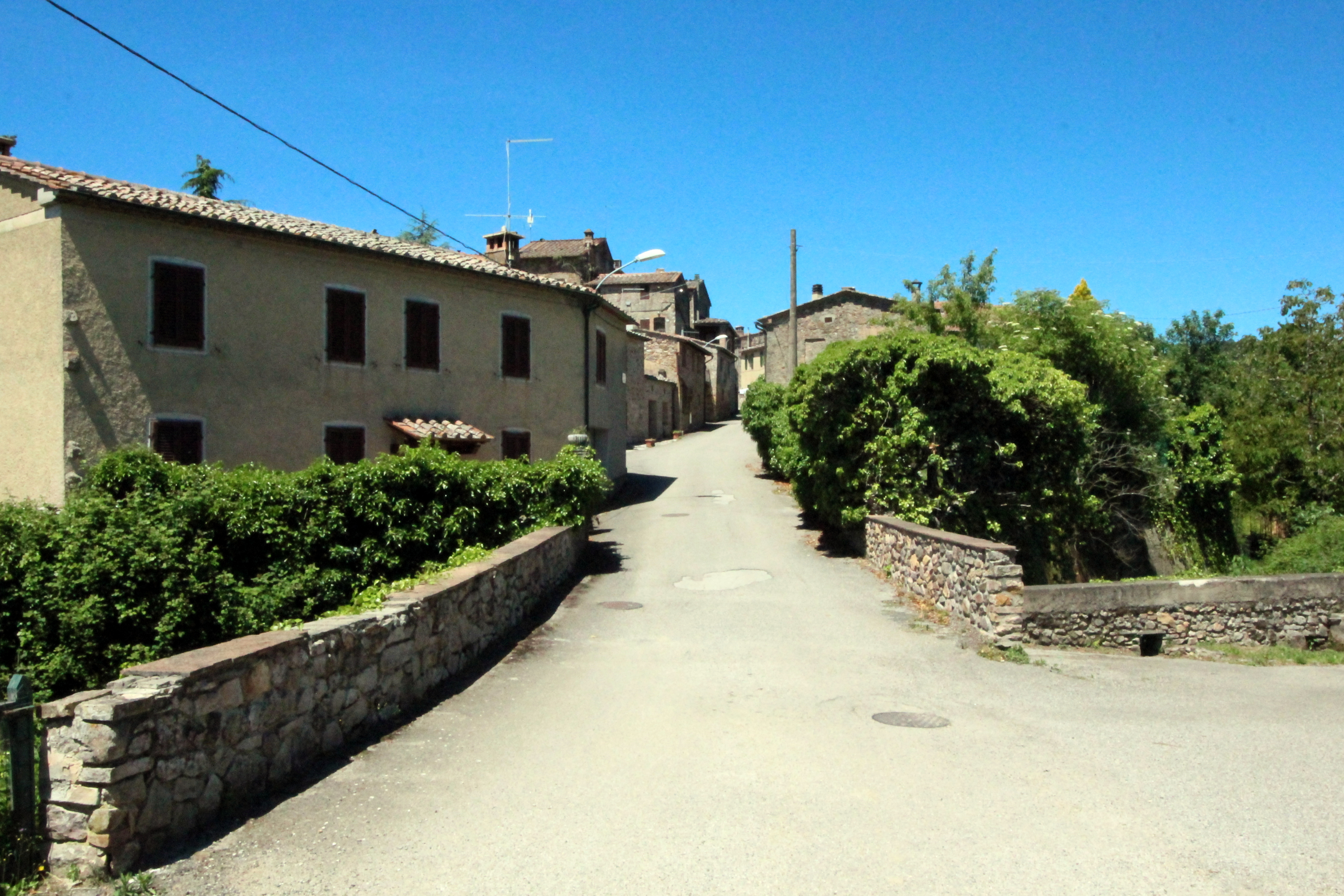
Der Ort Contra